# Wahlkreis Moray West, Nairn and Strathspey
Der Wahlkreis Moray West, Nairn and Strathspey ist ein Wahlkreis (englisch constituency) für die Wahl eines Abgeordneten des britischen Unterhauses (House of Commons).

## Ergebnisse

### Parlamentswahl 2024
| Kandidaten           | Kandidaten          | Parteien                | Stimmen | %    |
| -------------------- | ------------------- | ----------------------- | ------- | ---- |
|                      | Graham Leadbitter   | Scottish National Party | 14.961  | 32,1 |
|                      | Kathleen Robertson  | Conservative Party      | 13.960  | 30,0 |
|                      | James Hynam         | Labour Party            | 8.259   | 17,7 |
|                      | Neil Alexander      | Liberal Democrats       | 3.785   | 8,1  |
|                      | Steve Skerret       | Reform UK               | 3.490   | 7,5  |
|                      | Draeyk Van Der Horn | Scottish Green Party    | 1.676   | 3,6  |
|                      | Euan Morrice        | Scottish Family Party   | 423     | 0,9  |
| Gesamt               | Gesamt              | Gesamt                  | 46.554  | 100  |
|                      |                     |                         |         |      |
| Ungültige Stimmen    | Ungültige Stimmen   | Ungültige Stimmen       | 167     | 0,4  |
| Wähler               | Wähler              | Wähler                  | 46.721  | 60,5 |
| Wahlberechtigte      | Wahlberechtigte     | Wahlberechtigte         | 77.243  |      |
|                      |                     |                         |         |      |
| Quelle: UK Parlament |                     |                         |         |      |